# Him (série télévisée)
Pour les articles homonymes, voir Him et HIM.
Him (stylisé en HIM) est une mini-série dramatique d'ITV, composée de trois épisodes de 60 minutes. La série suit un garçon appelé seulement HIM (Fionn Whitehead) qui découvre qu'il a des pouvoirs de télékinésie.

## Distribution

### Acteurs principaux
- Fionn Whitehead : HIM
- James Murray : Edward, le père de HIM
- Katherine Kelly : Hannah, la mère de HIM
- Patrick Robinson : Victor, le nouveau mari d'Hannah et le beau-père de HIM
- Lucy Liemann : Beth, la nouvelle épouse d'Edward et la belle-mère de HIM
- Simona Brown : Faith, la fille de Victor et la belle-sœur de HIM
- Bobby Smalldridge : Jack, le fils d'Hannah et le demi-frère de HIM
- Susan Jameson : Rose, la mère d'Edward et la grand-mère de HIM
- Alec Newman : Ross Brodie, psychiatre de HIM
- Angela Bruce : Fran, une infirmière qui s'occupe de Rose
- David McKell : Jamie, l'ami de HIM
- Aaron Phagura : Azfal, l'ami de HIM
- Anastasia Hille : Magda Elliot, professeur de recherche psychique

## Production
HIM a été diffusé en trois épisodes de soixante minutes. Le tournage a commencé dans la banlieue de Londres en janvier 2016.